# 布洛英羅克 (北卡羅萊納州)
布洛英羅克（英語：Blowing Rock）是一個位於美國北卡羅萊納州考德威爾縣及沃托加縣的城鎮。

## 人口
根據2020年美國人口普查的數據，布洛英羅克的面積為8.51平方千米，當中陸地面積為8.40平方千米，而水域面積為0.11平方千米。當地共有人口1376人，而人口密度為每平方千米162人。